# Citioica
Citioica este un gen de molii din familia Saturniidae. 

## Specii
- Citioica anthonilis (Herrich-Schäffer, 1854) — Ecuador, Mexic
- Citioica guyaensis Brechlin & Meister, 2011
- Citioica homonea (Rothschild, 1907) — Ecuador
- Citioica rubrocanescens Brechlin & Meister, 2011